# ابقللی
ابقللی (به عربی: ابقللی) یک روستا در سوریه است که در استان ادلب واقع شده‌است.

## خصوصیات
ابقللی ۲۴۲ نفر جمعیت دارد.